# Trivago
trivago er en prissammenligningsside, der sammenligner priser for hoteller og andre overnatningsmuligheder såsom vandrerhjem, Bed & Breakfast med mere.
trivago er lanceret på 55 sprog og sammenligner priser for over 1,3 millioner hoteller hoteller fra over 200 bookingsider (Expedia, Booking.com, Hotels.com osv.).
En søgning på trivago foregår ved at en bruger indtaster hans/hendes søgekriterier (destination og rejsedatoer). Derefter scanner trivago alle hoteltilbud, som udbydes af diverse bookingsider. Brugeren præsenteres for en sammenligning af hoteltilbud, der matcher søgekriterierne. trivago opnår profit igennem cost-per-click modellen, og derfor er trivago gratis for brugerne.

## Historie
Ideen til Trivago opstod i år 2004, og virksomheden blev derefter grundlagt i år 2005 i Düsseldorf, Tyskland. I år 2007 lancerede hjemmesiden platforme i Spanien, Frankrig og England. Et år senere kom platforme for Polen og Sverige, og samme år investerede det britiske firma Howzat Media 1,14 millioner dollars i firmaet. I år 2009 blev de første ikke-europæiske platforme tilgængelige i USA, Kina, Brasilien og Mexico.

## Produkt

### Sammenligninger af hotelpriser
Trivago sammenligner hotelpriser. Brugerne begynder deres søgen ved at indtaste en by, et areal, et land, en turistattraktion eller sågar også datoer og typer værelser, de er interesserede i. Ud fra dette kan brugerne gøre deres søgning mere specifik ved at bruge søgeparametre som filtrerer resultaterne, f.eks. i forhold til: WIFI, wellness, strand og pool samt afstanden til et givent sted, for eksempel bymidten. Hotelsammenligningerne tilbyder information fra forskellige kilder som inkluderer partnere, brugere og hotelejere. Informationerne er vist så brugeren kan se de ledige bookingsider, priser, vurderinger, destinationer, billeder af selve ejendommen samt hotelbeskrivelser. Trivagos hotelvurderinger er baseret på anmeldelser fra flere forskellige bookingsider samt trivago egne brugere.

## Trivago hotelprisindeks (tHPI)
Trivagos hotel prisindeks (tHPI) er firmaets eget hotelprisindeks, der er udgivet hver måned.

## Priser og anerkendelser
- Travel Industry Club – Online Manager 2010 – 3. Plads - Malte Siewert[12]
- START AWARD NRW 2009 – Nomineret i kategorien „Innovativ Start-Up“[13]
- Travel Industry Club Award 2009 – Top 10 finalist „Best Practice Award”[14]
- Travolution Awards 2009 – Kort liste „Best Travel Information Website“[15]
- Red Herring 100 – Vinder 2008[16]
- Europe innova, et initiativ fra Europa-kommissionen - Virksomhed og industri kaldet Trivago GmbH, som et eksempel på at hjælpe udviklingen af den ledige kvalitet i turist industrien såvel som modernisering, og support af det lokale arbejdsmarked.[4]